# Piechowski II
Piechowski II – kaszubski herb szlachecki.

## Opis herbu
Opis z wykorzystaniem zasad blazonowania, zaproponowanych przez Alfreda Znamierowskiego:
Tarcza dzielona w krzyż, w polu I lew wspięty ukoronowany; w polu II lew wspięty; w polu III lis wspięty; w polu IV dwa pasy. klejnot: na zawoju pół lwa wspiętego. Labry nieznanej barwy.

## Najwcześniejsze wzmianki
Herb pojawił się w publikacji Beitrag zür Baltischen Wappenkunde z 1931, zawierającej herby mieszczańskie i szlacheckie nieujęte w wykazach rosyjskiej Heroldii. Herb prawdopodobnie przyjęty lub użyty przypadkowo przez jakiegoś Piechowskiego osiadłego w Inflantach.

## Herbowni
Piechowski.